# Горыгорецкая земледельческая школа
Горыгорецкая земледельческая школа — сельскохозяйственное учебное заведение Российской империи, основанное 24 апреля 1836 года, работало в 1840—1848 годах. Располагалось в местечке Горки (известном также как Горы-Горки) Оршанского уезда Могилёвской губернии. В наши дни — Белорусская сельскохозяйственная академия.

## История создания
24 апреля 1836 года был издан указ царя Николая I Сенату об открытии Горыгорецкой земледельческой школы. 30 мая 1837 года состоялась торжественная закладка фундамента главного учебного корпуса. До 1840 года было возведено 35 строений: 3 каменные трехэтажные корпуса, мастерские, оранжерея, жилые дома для преподавателей, лазарет, баня и другие хозяйственные постройки.
Школа состояла из двух разрядов: первого — низшего и другого — высшего. Первый разряд был назначен готовить «земледельческих учеников» и давал им основы агрономии. Комплектовался он в основном из детей государственных и крепостных крестьян 16-20 летнего возраста. Поступающие должны были уметь писать, читать и знать четыре действия арифметики. В течение трёх лет ученики изучали подготовительные и специальные сельскохозяйственные предметы, на исследовательских полях и ферме выполняли практические работы. Успешно окончившие первый разряд имели право поступать во второй разряд, за исключением крепостных детей.
Второй разряд готовил агрономов-практиков, и поступать туда могли дети только «свободного состояния». Крепостным доступ был закрыт. Учащиеся изучали химию, зоологию, ботанику, из специальных сельскохозяйственных наук — агрономию, лесоводство, историю и статистику сельского хозяйства.
Все учащиеся жили в пансионе. За ними наблюдали инспекторы и надсмотрщики из унтер-офицеров. Учащихся наказывали розгами и сажали в карцер. В течение трёх лет не отпускали домой, даже на каникулы.
19 января 1842 года второй разряд был преобразован в самостоятельное высшее учебное заведение. Принимали туда только детей дворян и разночинцев, окончивших гимназии или выдержавших вступительные экзамены. В учебный план дополнительно вводилось изучение русского законодательства, механики, минералогии, русской словесности, немецкого языка и других предметов.
В школе в первые годы училось: от 7 в 1840 до 38 человек в 1843 году. С 1844 года их количество возросло до 116 человек. Это было связано с тем, что Синодом России было решено готовить в Горках воспитанников духовных семинарий для того, чтобы потом они преподавали агрономии в семинариях.
Одновременно с учебными занятиями в Горыгорецкой земледельческой школе велись и научные исследования. Для этого использовалось отдельное исследовательское поле в двадцать десятин земли в Горецком поместье и участок в ботаническом саду. Основанное в 1840 году, оно было первым научно-исследовательским опытным полем в Европе. Достаточно высокий уровень преподавания, научная работа создали предпосылки для преобразования высшего разряда земледельческой школы в институт.
Позже школа была преобразована в Горы-Горецкий земледельческий институт — первое в Российской империи высшее сельскохозяйственное учебное заведение.
После восстания 1863 года, в котором приняли участие многие студенты, институт был переведен в Петербург и вошёл в состав Императорского лесного института. В Горках остались только низшие классы училища, которые были весьма востребованы; так, в 1876 году в училище было 233 воспитанника, что вызвало распоряжение об ограничении приёма в него учеников и в начале 1894 года в нём училось 180 человек.
В 1919 году институт был восстановлен, в 1925 году преобразован в Белорусскую сельскохозяйственную академию.

## Директора школы
- 1840—1841: Ф. Ф. Стендер
- 1841—1842: Ф. Ф. Гинглинг
- 1842—1843: А. А. Дела-Гарде
- 1843—1848: Н. И. Пейкер
- 1865—1875: Н. П. Боголюбов
- 1876—1899: Н. М. Арнольд.

## Известные преподаватели школы
- Королев Ф. М., адъюнкт-профессор, ученый в области сельскохозяйственного строительства, друг поэта Т. Г. Шевченко, который писал ему письма в Горки.
- Краузе В. И., адъюнкт-профессор, организатор и первый директор научно-исследовательской зоотехнической станции.
- Кнюпфер Р. Е. адъюнкт-профессор сельскохозяйственной технологии и лесоводство.
- Рего Э. Ф., адъюнкт-профессор ботаники, в 1847 году основал в Горках первый в Белоруссии дендрарий.
- Михельсон Б. А. , адъюнкт-профессор, более 20 лет руководил учебной фермой школы, один из основателей издания «Журнал сельского хозяйство».
- Раздольской П. А. , адъюнкт-профессор зоологии и ветеринарии, один из основателей ветеринарии в Белоруссии.
- Фёдоров С. Ф. , адъюнкт-профессор, преподавал энциклопедию сельского хозяйства.
- Целинский Б. А., адъюнкт-профессор, известный педагог и агроном, работал в Горках 23 года, в будущем лауреат Демидовской премии.
- Шмидт К. Д. , адъюнкт-профессор химии, основатель одной из первых научно-исследовательских химических лабораторий в России.
- Юревич П. М., надв. сов., заведующий учебным заведением, управляющий учебной фермой, он же преподаватель на ферме Земледельческого училища (исп. в долж. с 1856г.), в дальнейшем действ. статский советник.

## Известные воспитанники школы
- Гербановский Х. И. преподавал в Херсонской духовной семинарии и Ришильевском лицее в Одессе. Избран членом «Рижского общества естествоиспытателей»[1].
- Дубенский Н. Я. преподавал во Владимирской семинарии. С 1864 года в Могилеве работал секретарем статистического комитета по установлению крестьян Западного края, а также редактором газеты «Могилевские губернские ведомости».
- Думашевский А. Б. работал в Министерстве юстиции России, а затем обер — секретарем 3-го Департамента Сената, с 1871 году редактор — издатель газеты «Судебный Вестник» (начиная с № 66 за 1871 и по № 258 за 1876).
- Палимпсестов П. У. — профессор Одесского университета.
- Калиновский Ю. А. — католический святой.
- Сахаров Л. И. преподавал в Нижегородской семинарии агрономию и естественную историю, учитель и воспитатель Н. А. Добролюбова.
- Скворцов С. А. — преподавал агрономию в Московской семинарии и других учебных заведениях.
- Соколов П. И. преподавал в Рязанской семинарии и оказал большое влияние на своего ученика И. П. Павлова, который стал известным ученым — физиологом, академиком Российской академии наук, лауреатом Нобелевской премии в области медицины и физиологии. В 1855 году был избран Почетным членом Совета Горыгорецкого земледельческого института.
- Сибирцев М. И. преподавал в Архангельской семинарии. Опубликовал учебник «Опыт библейско — естественно истории или описательное изложение библейской геологии, ботаники и зоологии» (1867), который был признан лучшим учебником и рекомендован для всех духовных семинарий России. Избран член — корреспондентом «Вольного экономического общества» и награждён этим обществом серебряной медалью.
- Чаловский К. А. — преподавал в Могилевской семинарии. Сделал первое описание флоры Могилевской губернии.
- Черемшанский В. М.- преподавал в Уфимской семинарии. За научные исследования награждён Учёным комитетом Министерства государственных имуществ России золотой медалью.
- Чернопятов И. Н. профессор Лесного института в Петербурге и Петровской земледельческой и лесной академии.

### Книги и брошюры
- Белорусская сельскохозяйственная академия. Соавт.: Н. Н. Добролюбов, В. М. Лившиц. Минск: «Ураджай», 1986. — 126 с., ил. ISBN 5-7860-0070-2
- Белорусская сельскохозяйственная академия. 150 лет. Краткий очерк истории и деятельности. Соавт.: В. М. Лившиц, Немыкина И. А., Добролюбов Н. Н., Дюбакова М. Г., Зябкина З. Ф., Ковалев П. А., Кожемяков И. С., Шитов Н. А., Зосимов М. В.. Пуговко А. В., Шерснев П. М., Назаров С. И., Минск: «Ураджай», 1990. — 277 с., 8 л. ил. ISBN 5-7860-0070-2
- Белорусская сельскохозяйственная академия. 150 лет. Иллюстрированный буклет. Авторы текста. Соавт.: Н. Н. Добролюбов,В. М. Лившиц. Минск: «Полымя», 1990. — 32 с. ISBN 985-61-09-8 (ошибоч.)
- Белорусская сельскохозяйственная академия. Памятники и памятные места. Соавт.: Н. Н. Добролюбов, В. М. Лившиц. Минск: «Ураджай»,1990. — 93 с. ISBN 5-7860-0551-8
- Добролюбов Н. Н., В. М. Лившиц . Белорусская сельскохозяйственная академия — первое в России высшее сельскохозяйственное учебное заведение. Материал в помощь лектору. К 150-летию со дня открытия. Минск: Белорусское республиканское общество «Знания»,1990. — 24 с.
- Летапіс Беларускай сельскагаспадарчай акадэміі (1836—1995 гг.). аўт.-склад. У. М.Лiўшыц. Горки: ред.-изд. отдел БСХА, 1995. — 208 с. ISBN 985-6120-11-X
- Беларуская сельскохозяйственная акадэмия (на рус. и бел. языках). 155 лет. Иллюстрированный буклет. Соавт. Цыганав А. Р. В. М. Лившиц. Минск: отдел культуры Горецкого райисполкома, 1995. — 48 с. ISBN 985-6120-09-8
- Горецкие сельскохозяйственные учебные заведения. Очерки истории (1836—1919 гг.). Соавт.: Лившиц В. М., Дюбакова М. Г., Зябкина З. Ф., Цыганов А. Р., Горки: отдел культуры Горецкого райисполкома, 1997. — 164 с. ISBN 985-6120-18-7
- Горы — Горецкий земледельческий институт. Выдающиеся ученые и профессора. Соавт.: Лившиц В. М., В.Немыкин, А. Р. Цыганов. Горки: отдел культуры Горецкого райисполкома, 1999. — 169 с., ил. 4 л. ISBN 985-6120-42-X
- Летопись Белорусской государственной сельскохозяйственной академии 1836—2000 г. Авт.-сост. В. М. Лившиц, 3-е изд., испр. и доп. Горки: ред.изд. отдел БГСХА, 2000. — 212 с. ISBN 985-6120-51-9
- У. М.Лiўшыц. Раскопкі вакол горацкага "Парнаса. Літаратуразнаўчыя нарысы. Горкі: адзел культуры Горацкага райвыканкама, 2001. — 194 с., ил. 20. ISBN 985-6120-44-6
- Кафедра механизации животноводства и электрификации сельскохозяйственного производства (к 50-летию со дня основания). Соавт.: В. А. Шаршунов, В. М. Лившиц, А. В. Червяков. Горки:, ред.изд. отдел БГСХА, 200. — 86 с.
- Белорусская государственная сельскохозяйственная академия. Научно-педагогические школы и основные направления научных исследований. Соавт.: А. Р. Цыганов, В. М. Лившиц, П. А. Саскевич, А. М. Карташевич, Э. А. Петрович. Горки: ред.- изд. отдел БГСХА, 2001. — 120 с.
- Первый послевоенный ректор академии. Соавт.: Цыганов А. Р. Лившиц В. М. Горки: ред.-изд. отдел БГСХА, 2001. — 25 с. ISBN 985-6120-64-0
- Белорусская государственная сельскохозяйственная академия (студенту-первокурснику). Соавт. А. Р. Цыганов, В. М. Лившиц. Горки: ред.изд. отдел БГСХА, 2001, 60 с. ISBN 985-6120-61-6
- Выдающийся агрохимик Беларуси. Соавт.: А. Р. Цыганов, В. М. Лившиц, М. А. Кадыров. Горки: отдел культуры Горецкого райисполкома, 2003. — 32 с., ил. 5 л. ISBN 985-6120-70-5
- Белорусская государственная сельскохозяйственная академия. История в биографиях ученых, удостоенных почетных званий, лауреатов премий, профессоров, докторов наук. 165 лет. (1840—2005). Соавт. А. Р. Цыганов,В. М. Лившиц. Могилев: обл.типография им. С.Соболя, 2005. — 144 с.
- Летопись Белорусской сельскохозяйственной академии (1836—2005), 4-е изд., испр. и доп. Авт.-сост. В .М. Лившиц, Горки: ред.- изд. отдел УО «БГСХА», 2005. — 214 с.
- Лiўшыц У. М. Горкі: Старонкі гісторыі. Мінск: «Красико — принт», 2007. — 312 с., ил.16 л. ISBN 985-405-384-9
- Научно-педагогические школы Белорусской государственной сельскохозяйственной академии: история восхождения (к 170 — летию академии). Соавт. А. П. Курдеко, А. Р. Цыганов, В. М. Лившиц, М. В. Шалак, К. П. Сучков. Минск: «Экоперспектива», 2009. −196 с. ISBN 985-469-31-01 (ошибоч.)
- Беларуская дзяржаўная сельскагаспадарчая акадэмія: гісторыя i сучаснасць.100 пытанняў i адказаў (1840—1919).Частка 1. Сааўт. А. П. Курдзека, А. Р. Цыганаў, У. М.Лiўшыц. Горкi: 2010. — 145 с.,iл.
- Летопись Белорусской государственной сельскохозяйственной академии (1840—2010), 5-е изд., испр. и доп. Авт.-сост. Соавт. А. А. Герасимович, В. М. Лившиц. Горки: ред.- изд. отдел УО «БГСХА», 2010. — 182 с., ил. ISBN 985-467-295-3 (ошибоч.)
- С. Г. Цитович. Горыгорецкий земледельческий институт — первая в России высшая сельскохозяйственная школа. Горки: ред.- изд. отдел БСХА. 1960.